# Aquila nera (film 1946)
Aquila nera è un film del 1946 diretto da Riccardo Freda, tratto dal romanzo Dubrovskij di Aleksandr Puškin.

## Trama

Gino Cervi e Rossano Brazzi in una scena del film

XIX secolo. Nella Russia degli Zar il potente principe Kirila Petrovic riesce ad impadronirsi di tutti i beni e gli averi del conte Dubrovskij il quale è costretto a diventare un bandito mascherato per vendicarsi dei soprusi subiti, ma anche della morte del padre. Questo non gli impedisce di innamorarsi proprio della figlia del suo avversario.

## Distribuzione
Il film raggiunse il circuito cinematografico italiano il 21 settembre del 1946.

## Critica
Il lungometraggio che fu, nel 1946, campione d'incassi sul mercato italiano, è considerato da Morandini «un agile e scattante esempio di film popolare». Nel suo Dizionario gli assegna due stelle e mezzo come valutazione critica e quattro pallini per l'affluenza di pubblico nelle sale.

## Accoglienza
La pellicola ebbe un introito di 195.000.000 di lire dell'epoca, risultando il secondo maggiore incasso in Italia del 1946, preceduto solo dal Rigoletto di Carmine Gallone.

## Restauro
Il restauro è stato effettuato nei laboratori di Cinecittà Studios nel 1999, con l'eliminazione di sbalzi di volume e fruscii presenti nell'audio originale.

## Opere correlate
Riccardo Freda dirigerà nel 1951 un seguito della pellicola, La vendetta di Aquila Nera, sempre con Rossano Brazzi come protagonista.
Nel 1967 venne realizzato anche un sequel apocrifo, Il figlio di Aquila Nera, diretto da Guido Malatesta.